# Yoshiharu Makishi
Yoshiharu Makishi –en japonés, 真喜志慶治, Makishi Yoshiharu– (13 de noviembre de 1973) es un deportista japonés que compitió en judo. Ganó una medalla de plata en el Campeonato Mundial de Judo de 1997, en la categoría abierta.

## Palmarés internacional
| Campeonato Mundial | Campeonato Mundial | Campeonato Mundial | Campeonato Mundial |
| Año                | Lugar              | Medalla            | Categoría          |
| ------------------ | ------------------ | ------------------ | ------------------ |
| 1997               | París (Francia)    | Medalla de plata   | Abierta            |